# ألين هورفات
ألين هورفات (13 سبتمبر 1973 في كرواتيا - ) هو لاعب كرة قدم كرواتي سابق، كان يلعب في مركز الدفاع. لعب مع نادي رييكا ونادي سيغيستا وهرفاتسكي دراجوفولجاك ‏ وNK Novalja ‏ وNK Slavonija Požega ‏ وNK Pomorac 1921 ‏، وكان يشغل منصب المدير الفني في نادي النصر السعودي مؤقتاً ما بين 27 ديسمبر 2020 حتى 9 أبريل 2021.

## ألين هورفات معنادي النصر
في 27 ديسمبر 2020 أعلن رئيس نادي النصر السعودي الدكتور صفوان السويكت عن تعيين ألين هورفات كمدرب للفريق الأول بكرة القدم وذلك بعد إقالة روي فيتوريا، وقد كان قبلها مدرباً لفريق الشباب بنادي النصر.

### مسيرته مع نادي النصر
جدول يعرض مسيرة ألين هورفات في البطولات التي شارك فيها مع الفريق الأول لنادي النصر السعودي:
| الموسم    | البطولة                  | المركز                    | مصدر  |
| --------- | ------------------------ | ------------------------- | ----- |
| 2020-2019 | كأس السوبر السعودي       | البطل                     | [ 3 ] |
| 2021-2020 | كأس الملك السعودي        | نصف النهائي               |       |
| 2021-2020 | الدوري السعودي للمحترفين | الخامس (انتهى 2021/04/09) |       |

## وصلات خارجية
- ألين هورفات على موقع قاعدة بيانات كرة القدم.إي يو (الإنجليزية)
- ألين هورفات على موقع عالم كرة القدم.نت (الإنجليزية)